# Caspar Heinrich Matthias von Korff gen. Schmising zu Tatenhausen
Caspar Heinrich Matthias von Korff gen. Schmising zu Tatenhausen (Taufname: Caspar Heinrich Matthias Anton, * 29. Oktober 1687; † 20. Oktober 1765 in Gut Duderstadt/Oldenburger Münsterland) war Landdrost im Hochstift Münster.

## Leben

### Herkunft und Familie
Caspar Heinrich Matthias wurde als Sohn des Friedrich Matthias von Korff gen. Schmising zu Tatenhausen und Alexandrina Hedwig von Velen zu Velen (1665–1727) geboren und entstammte der uralten westfälischen Adelsfamilie von Korff, die am 4. September 1692 in den Reichsfreiherrenstand erhoben wurde.
Er heiratete am 23. Januar 1712 in Münster Antonia Helena von Landsberg und Erwitte. Aus der Ehe gingen die Söhne Franz Otto (Amtsdroste und Kämmerer in Kurköln) und Clemens August (Amtsdroste und Präsident der Hofkammer) hervor.

### Werdegang und Wirken
Am 20. November 1708 wurde Caspar Heinrich zur münsterschen Ritterschaft aufgeschworen und 1719 zum kurkölnischen Kämmerer ernannt. Zehn Jahre später löste er seinen Vater im Amt des Drosten von Cloppenburg ab.
Die Aufschwörung zur Ritterschaft des Herzogtums Westfalen war im Jahre 1735.
Bei der Kaiserkrönung Karls VI. im Jahre 1711 war Caspar Heinrich Gesandter des Hochstifts Münster.
Er war geheimer Rat und Großkreuzherr des St.-Michael-Ritterordens und Mitglied des Großen Kalands. Am 22. Juli 1749 wurde ihm sein Sohn Franz Otto im Drosteamt zur Seite gestellt.